# Daniele Hypólito

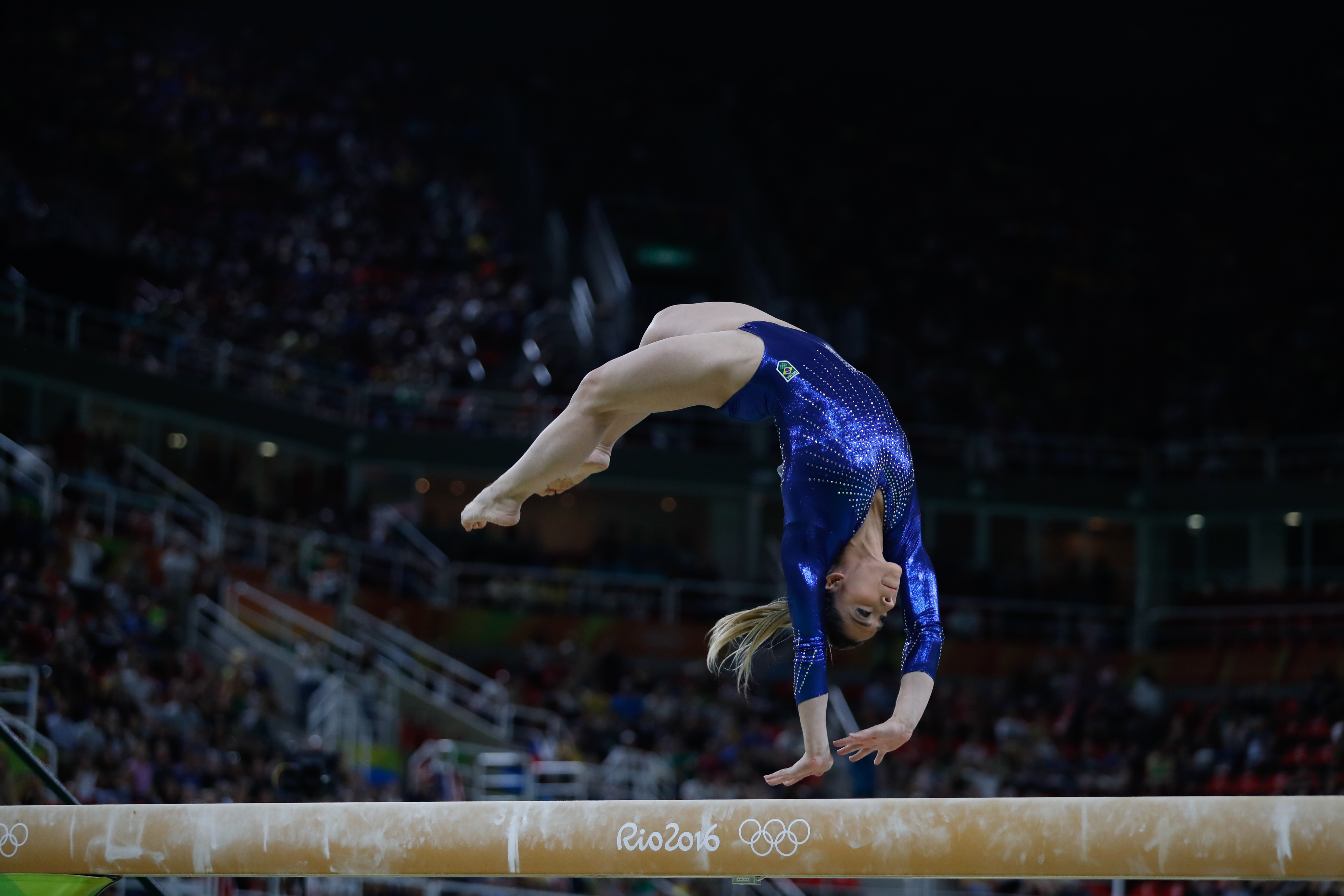
Daniele Hypólito lors de la finale pour les équipes féminines de gymnastique artistique aux Jeux olympiques de Rio en 2016, où le Brésil a terminé à la 8e place.

Daniele Matias Hypólito, née le 8 septembre 1984 à Santo André, est une gymnaste artistique brésilienne.
Elle est la première gymnaste brésilienne à obtenir un podium aux Championnats du monde.
Elle est la sœur du gymnaste Diego Hypólito.

## Palmarès

### Championnats du monde
- Gand 2001
  -  médaille d'argent au sol

### Télévision
- 2017: Exathlon Brasil
- 2019: Dancing Brasil 5
- 2020: Made In Japão
- 2021: Power Couple Brasil 5
- 2025: Big Brother Brasil 25